# 薩哈林州 (俄羅斯帝國)

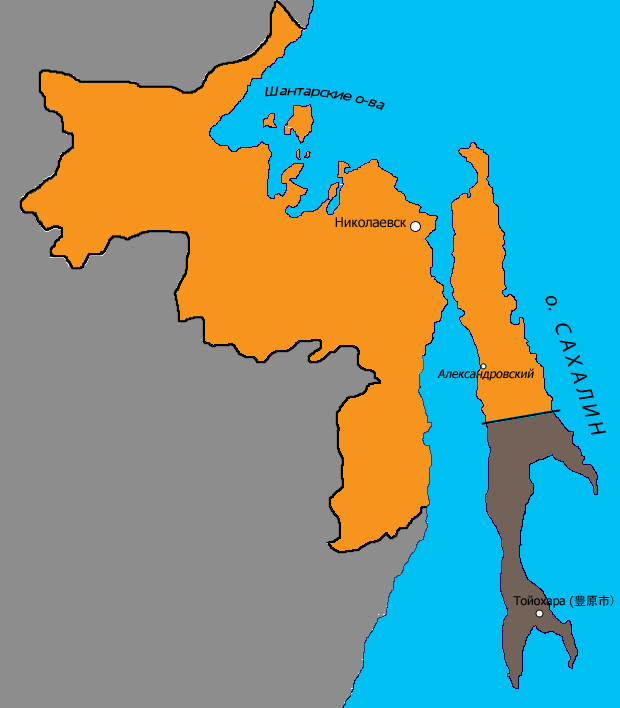
1914年的薩哈林州

薩哈林州（Сахалинская губе́рния）是俄羅斯帝國和蘇聯早期的一個州。位於庫頁島北部。面積75 975平方公里，1897年人口28,113人。首府亞歷山德羅夫斯克（1914年遷至尼古拉耶夫斯克）。
1884年，庫頁島（薩哈林島）由濱海邊疆州轉為阿穆尔总督直轄。1909年，島的北半部設州(南半部已於1905年經樸茨茅斯和約割讓予日本)。
 1914年，隨著行政區劃的調整，位於大陸上的普里莫爾地區的烏德縣（中心為尼古拉耶夫斯克市）被併入薩哈林州。